# 나비두더지
"나비두더지"는 2008년에 개봉한 대한민국의 영화이다.

## 캐스팅
- 판영진 : 경식 역
- 박진국 : 진수 역
- 허정인 : 수연 역
- 김하람 : 자살남 역
- 이채영 : 연인 역
- 김성태 : 성태 역
- 최정단 : 경식 처 역
- 김영신 : 경비원 역
- 서지원 : 경식 딸 역
- 문성준 : 수사관 역
- 한이유나 : 종업원 1 역
- 우순정 : 종업원 2 역
- 김양진 : 종업원 3 역
- 박솔현 : 종업원 4 역
- 김호연 : 성태 처 역
- 김대한 : 성태 아들 역
- 김지연 : 기자 (목소리) 역
- 정선혜 : 제수 역
- 김성희 : 어머니 역
- 송영창 : 형사 역 (특별출연)